# Avelar Brandão Vilela

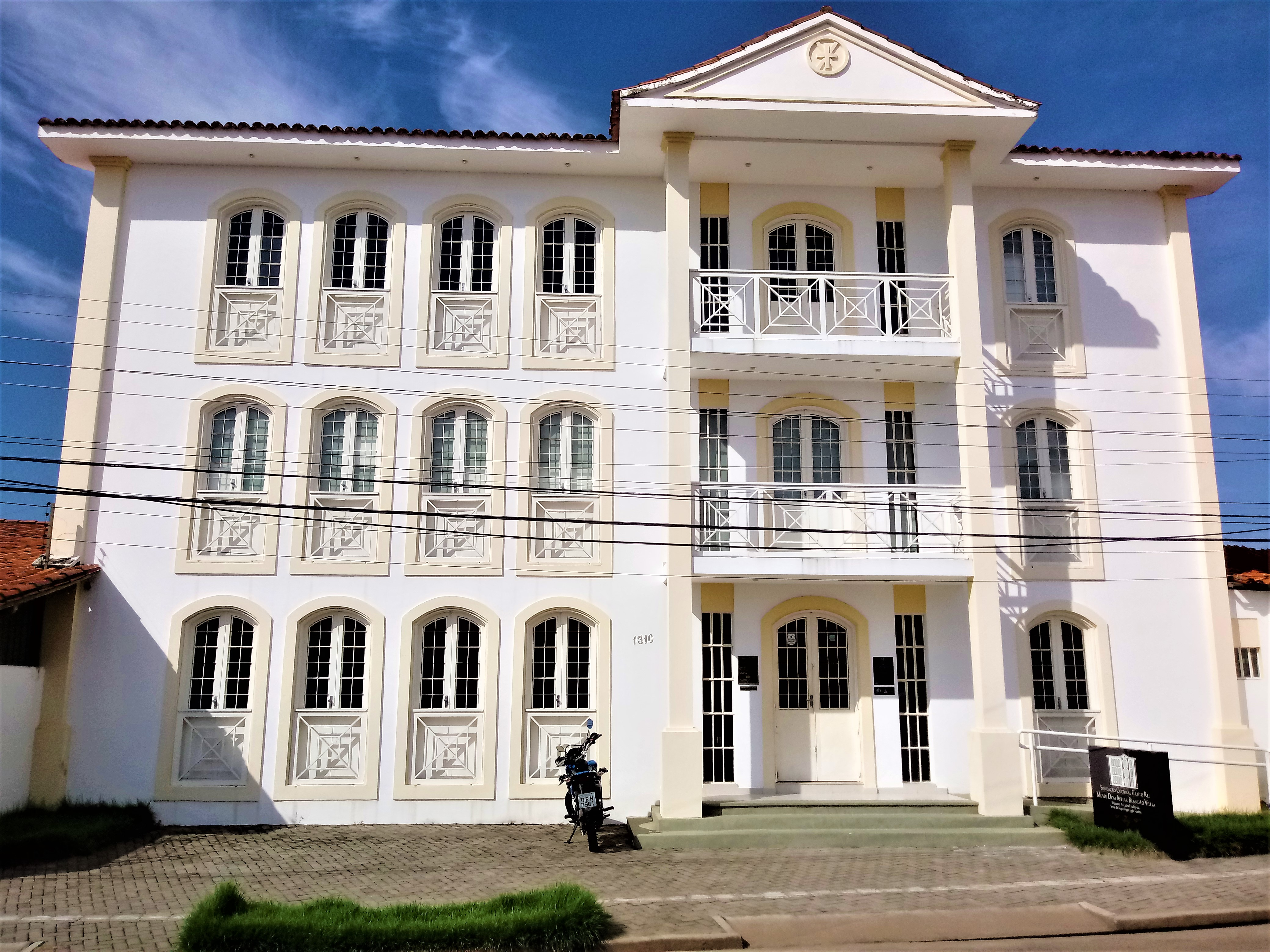
Museu Dom Avelar Brandão Vilela, em Teresina.

Avelar Brandão Vilela (Viçosa, 13 de junho de 1912 — Salvador, 19 de dezembro de 1986) foi um cardeal brasileiro da Igreja Católica. 

## Biografia
Nascido em Viçosa, Alagoas, no dia 13 de junho de 1912,  é filho de Isabel Brandão Vilela e de Elias Brandão Vilela. Iniciou sua trajetória acadêmica no Seminário Central de Maceió e no Seminário de Olinda. Foi ordenado presbítero em 27 de outubro de 1935, sob a imposição das mãos de dom Antônio Maria Alves de Siqueira. Membro do corpo docente e orientador espiritual do Seminário de Aracaju, foi secretário da diocese de Aracaju. Foi capelão diocesano da Ação Católica. 
Era irmão do Senador Teotônio Vilela, tio do Governador Teotônio Vilela Filho e tio-avô de Pedro Vilela

## Episcopado
Com apenas 34 anos foi sagrado bispo de Petrolina, sendo consagrado em 27 de outubro de 1946, pelo bispo Dom José Thomas Gomes da Silva, bispo de Aracaju, tendo como co-consagrantes Dom Adalberto Accioli Sobral, bispo de Pesqueira e Dom Mário de Miranda Vilas-Boas, arcebispo de Belém do Pará.

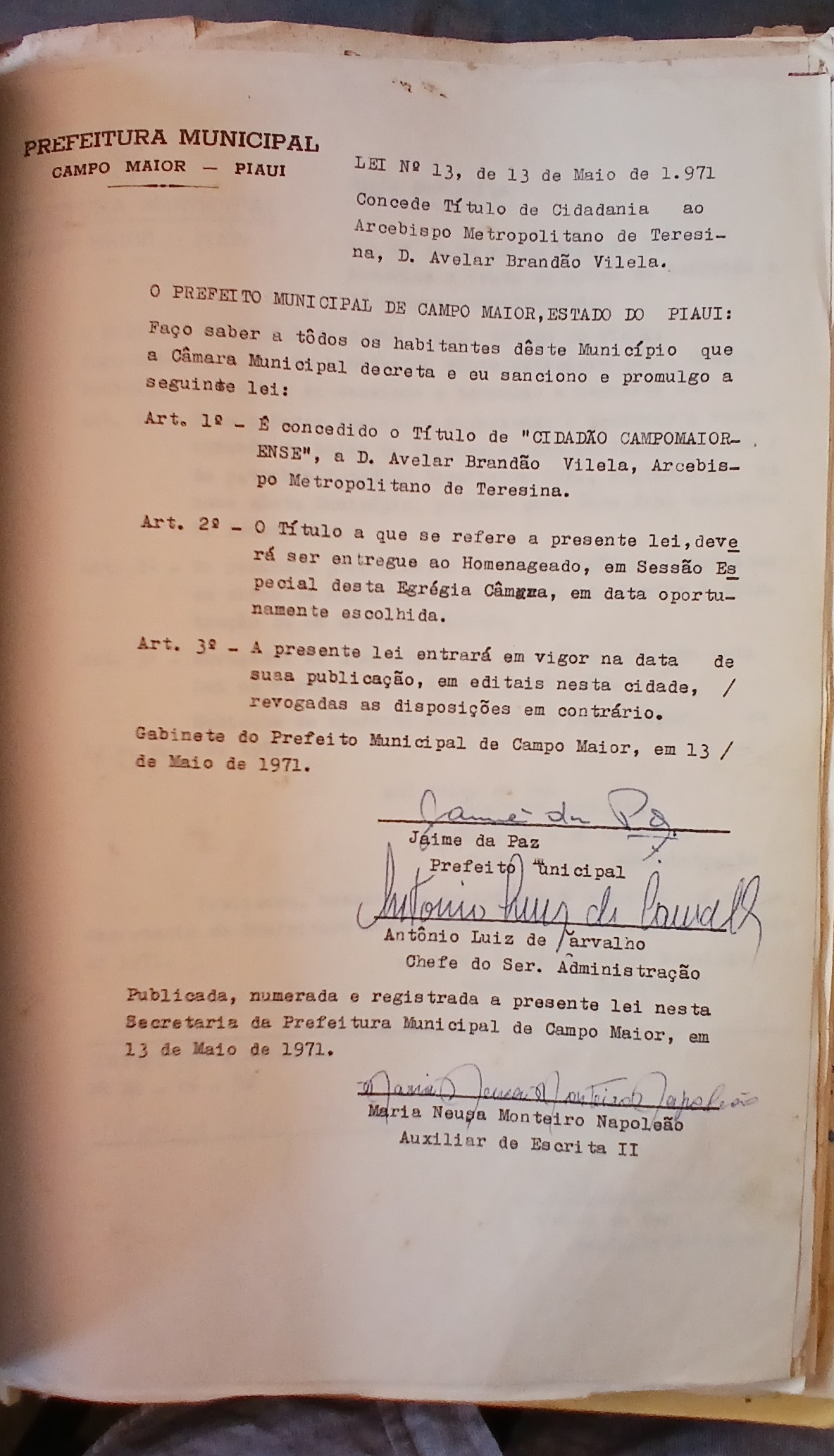
Uma homenagem quando exercia o sacerdócio no Piauí.

Em 5 de novembro de 1955, é elevado a arcebispo de Teresina. Frequentou o Concílio Vaticano II, entre 1962 e 1965. Foi eleito presidente do Conselho Episcopal Latino-Americano (CELAM), mandato que exerceu entre 1966 e 1972. Frequentou a Primeira Assembleia Ordinária do Sínodo dos Bispos, na Cidade do Vaticano, entre 29 de setembro e 29 de outubro de 1967, a primeira Assembleia Extraordinária do Sínodo dos Bispos, entre 11 a 28 de outubro de 1969 e a II Assembléia Ordinária do Sínodo dos Bispos, entre 30 de setembro e 6 de novembro de 1971. 
Em 25 de março de 1971 foi transferido para a Arquidiocese de São Salvador da Bahia.

## Cardinalato
Em 5 de março de 1973, foi criado cardeal no Consistório Ordinário Público de 1973, recebendo o barrete cardinalício das mãos do papa Paulo VI e o título cardinalício de São Bonifácio e Santo Aleixo. Em 1975 requereu da Santa Sé o Título já consagrado da primazia de sua arquidiocese, o Santo Padre enviou seu representante o núncio apostólico para conferir o título numa cerimônia na Catedral-Basílica Primacial de São Salvador, em 25 de outubro de 1980.
Faleceu em 19 de dezembro de 1986, de câncer de estômago e encontra-se sepultado na Catedral-Basílica Primacial de São Salvador..

## Ordenações[3]

### Ordenações presbíteros
- Gilberto Pereira Lopes (1949)

### Ordenações episcopais
Dom Avelar Brandão Vilela ordenou os seguintes bispos:
- Cristiano Jakob Krapf (1979)
- Ângelo Domingos Salvador, O.F.M.Cap. † (1981)
- Carlos José Boaventura Kloppenburg, O.F.M. † (1982)
- Aloysio José Leal Penna, S.J. † (1984)

Dom Avelar foi coordenante na ordenação episcopal dos seguintes bispos:
- Julián Mendoza Guerrerp † (1967)
- Miguel Fenelon Câmara Filho † (1970)

## Conclaves
- Conclave de agosto de 1978 — participou da eleição do Papa João Paulo I
- Conclave de outubro de 1978 — participou da eleição do Papa João Paulo II